# Марафонец (фильм)
«Марафонец» (англ. Marathon Man) — фильм режиссёра Джона Шлезингера по роману Уильяма Голдмана, вышедший в 1976 году. Является одним из первых фильмов с использованием новой системой Стедикам — для съёмки сцен в движении, в частности, бега.

## Сюжет
Главный герой — студент-историк Томас Леви захвачен учёбой, он любит бегать по утрам и скучает по своему старшему брату, который живёт далеко и в совсем другом мире. Он вступает в схватку с преследующим его нацистским преступником.

## В ролях
- Дастин Хоффман — Томас «Малыш» Леви
- Лоренс Оливье — доктор Кристиан Шелл
- Рой Шайдер — Генри «Док» Леви
- Уильям Дивейн — Питер Джейнуэй
- Марта Келлер — Эльза Опель
- Марк Лоуренс — Эрхард
- Мадж Кеннеди — леди в банке

## Съёмочная группа
- Режиссёр Джон Шлезингер
- Оператор: Конрад Холл
- Сценарист: Уильям Голдман
- Продюсер: Роберт Эванс
- Композитор: Майкл Смолл

## Награды и номинации
| Премия                         | Категория                         | Номинант       | Результат |
| ------------------------------ | --------------------------------- | -------------- | --------- |
| «Оскар»                        | Лучшая мужская роль второго плана | Лоренс Оливье  | Номинация |
| «Золотой глобус»               | Лучший режиссёр                   | Джон Шлезингер | Номинация |
| «Золотой глобус»               | Лучшая мужская роль — драма       | Дастин Хоффман | Номинация |
| «Золотой глобус»               | Лучшая мужская роль второго плана | Лоренс Оливье  | Победа    |
| «Золотой глобус»               | Лучшая женская роль второго плана | Марта Келлер   | Номинация |
| «Золотой глобус»               | Лучший сценарий                   | Уильям Голдман | Номинация |
| BAFTA                          | Лучшая мужская роль               | Дастин Хоффман | Номинация |
| BAFTA                          | Лучший монтаж                     | Джим Кларк     | Номинация |
| «Давид ди Донателло»           | Лучший иностранный актёр          | Дастин Хоффман | Победа    |
| «Давид ди Донателло»           | Лучший иностранный фильм          | Роберт Эванс   | Победа    |
| Премия Гильдии сценаристов США | Лучшая адаптированная драма       | Уильям Голдман | Номинация |